# Transit Explore Bus
Dieser Artikel wurde auf der  Qualitätssicherungsseite des Portals Transport und Verkehr eingetragen.
Bitte hilf mit, ihn zu verbessern, und beteilige dich an der Diskussion. (+)

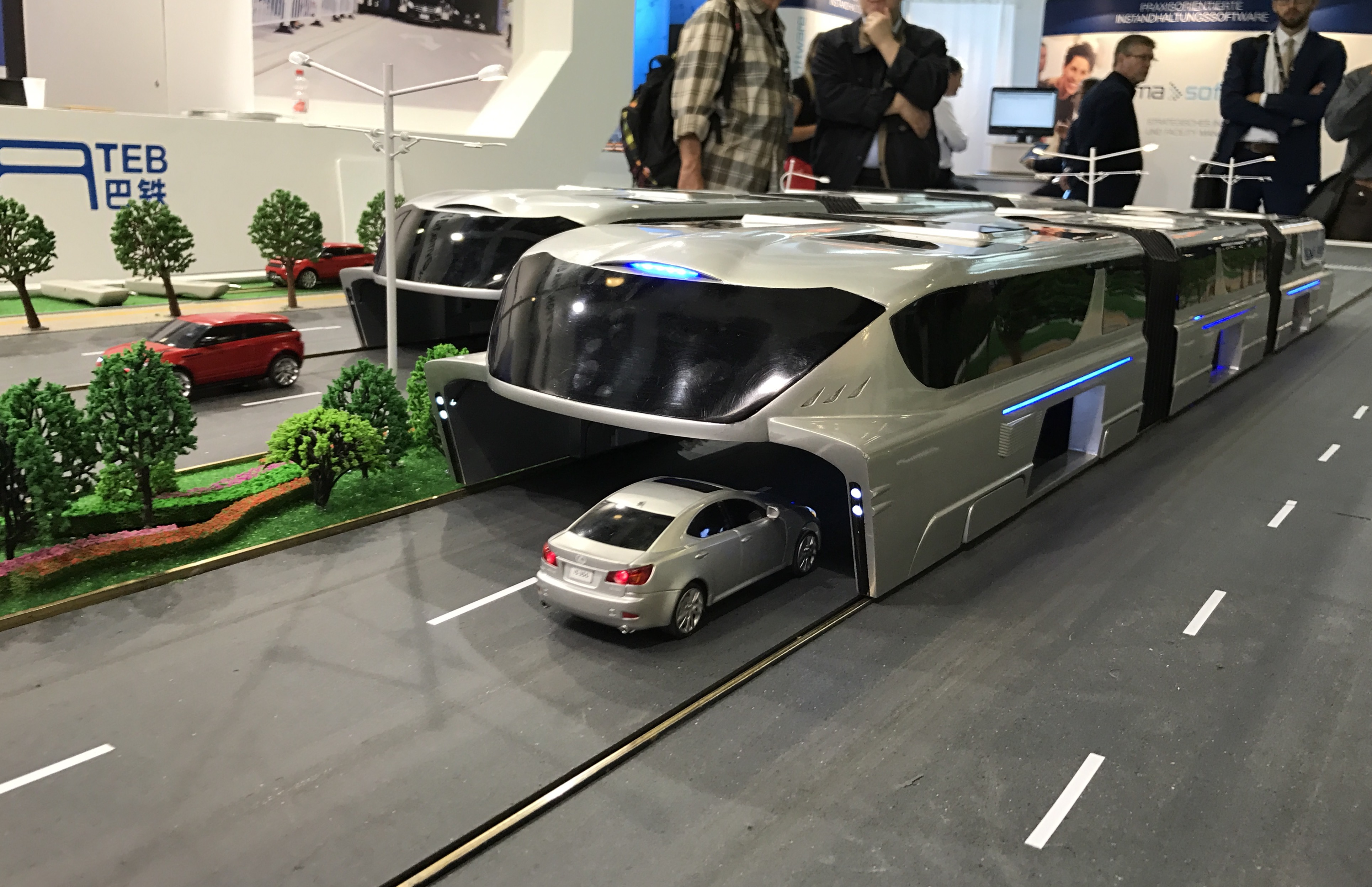
Modell auf der InnoTrans, 2016

Der Transit Explore Bus (TEB), auch Transit Elevated Bus, 3D Express Coach, Straddle Bus, Land Airbus, Tunnel Bus oder Anti-Stau-Bus sowie in chinesischen Übersetzungen Stelzenbus genannt, ist ein chinesisches Konzept für ein städtisches Massentransportmittel. Es handelt sich hierbei um ein Schienenfahrzeug mit einer besonders breiten Spurweite, welches ähnlich einer Straßenbahn in den öffentlichen Verkehrsraum integriert ist.
Die Finanzierung des Projekts ist unklar. Es steht der Verdacht eines betrügerischen Schneeballsystems im Raum. Im Juli 2017 wurde der CEO von Huaying Kailai Asset Management Co. Ltd und 31 Mitarbeiter des Projektes wegen Betrugsverdachts verhaftet. Die Schienen der 300 Meter langen Versuchsstrecke wurden abgebaut.

## Geschichte
Erstmals präsentiert wurde das Verkehrsmittel auf der Beijing International High-tech Expo im Jahr 2010. Ein funktionsfähiges Modell wurde 2016 ebenda vorgestellt. Anfang August 2016 fuhr erstmals ein Prototyp auf einer 300 Meter langen Teststrecke in der chinesischen Stadt Qinhuangdao. In den chinesischen Städten Nanyang, Shenyang, Tianjin und Zhoukou sollten ab 2016 weitere Pilotstrecken gebaut werden. Es kam Interesse aus Brasilien, Frankreich, Indien und Indonesien.

## Konzept
Das acht Meter breite und viereinhalb Meter hohe Fahrzeug TEB-1 soll, ähnlich einem Portalkran, so über zwei Fahrspuren für den Individualverkehr hinweg fahren, dass andere Fahrzeuge bis zu einer Höhe von zwei Metern unterhalb der Fahrgastkabine hindurch fahren können. Die Unterseite soll sich auf einer Höhe von mehr als 2,10 Meter über der Straßenoberfläche befinden. Die beiden Schienen sollen neben den Fahrspuren angeordnet werden. Dadurch soll die knappe Verkehrsfläche von mehreren Verkehrsteilnehmern (Auto, Transit Explore Bus) gleichzeitig genutzt werden, ohne dass diese sich gegenseitig behindern. 
Der Einstieg für die Passagiere an den beiden Seiten des Fahrzeugs soll nur an speziellen Plattformen möglich sein, die auf entsprechender Höhe oberhalb des normalen Straßenniveaus liegen. Die Passagiere befinden sich in verschiedenen Wagen, die zusammen insgesamt bis zu 1400 Personen aufnehmen sollen. Das Fahrzeug soll elektrisch per Oberleitung oder mit Traktionsbatterien betrieben werden und dabei Geschwindigkeiten von bis zu 60 km/h erreichen.
Die Baukosten des Systems könnten bei nur zehn Prozent im Vergleich zu einer U-Bahn mit entsprechenden Kapazitäten liegen.
Das Lichtraumprofil des TEB beträgt nur 2 Meter Unterbodenhöhe, sodass nur kleinere PKWs unter diesem durchfahren können, während größere Fahrzeuge umgeleitet werden müssen. Gleichzeitig passt der TEB selbst mit 4,5 Meter Gesamthöhe nur unter wenigen Brücken in China hindurch, da die bisher existierende chinesische Brückennorm bei 4 Metern liegt, sodass ein Einsatz nicht für alle Straßen in Frage kommt.